# Nebojša Novaković
Nebojša Novaković (* 29. Oktober 1964 in Sarajevo, Jugoslawien) ist ein ehemaliger bosnischer Fußballspieler. Derzeit arbeitet der ehemalige Stürmer, der als Spieler mehrere nationale Titel mit dem schwedischen Klub AIK gewann, als Assistenztrainer in Nordeuropa.

## Werdegang
Novaković begann mit dem Fußballspielen bei Bratstvo Vojkovići. Ab 1984 spielte er für Famos Sarajevo und Dinamo Vojkovići im jugoslawischen Profifußball. Um den aufkommenden Jugoslawienkriegen zu entfliehen, nahm er 1991 ein Angebot des schwedischen Klubs Vasalunds IF an, in der zweiten schwedischen Liga zu spielen.
1993 wechselte Novaković zu Djurgårdens IF (DIF) in die Allsvenskan. Nach einigen Anlaufschwierigkeiten konnte sich der Stürmer beim Erstligisten etablieren. Nach drei Jahren für den Klub wechselte er im Frühjahr 1997 zum Lokalrivalen AIK.
Bei seinem neuen Arbeitgeber erlebte Novaković seine erfolgreichste Zeit. Nach anfänglichen Anfeindungen durch die AIK-Anhänger, da er vom DIF gekommen war, sorgte er bereits in seinem ersten Pflichtspiel für den Klub aus Solna für Aufmerksamkeit. Am 6. März 1997 trat der Klub als amtierender Pokalsieger im Europapokal der Pokalsieger gegen den FC Barcelona in Camp Nou an und Novaković gab in der ersten Spielminute die Vorarbeit zum 1:0-Treffer durch Pascal Simpson. Allerdings konnte der katalanische Klub das Spiel mit 3:1 für sich entscheiden und nach einem für die schwedische Mannschaft beachtlichen 1:1-Unentschieden im Rückspiel scheiterte man am späteren Titelgewinner.
Im Sommer 1997 war Novaković bei der Titelverteidigung des Svenska Cupen durch einen 2:1-Erfolg im Finale über IF Elfsborg beteiligt und auch in der Erstligaspielzeit 1997 wusste er als vereinsinterner Torschützenkönig zu überzeugen. Die folgende Saison war noch erfolgreicher, da er mit dem Klub den zehnten Meistertitel der Vereinsgeschichte erreichte. Auch 1999 gelang ein Titelgewinn, als abermals der schwedische Pokal geholt wurde. In der Champions-League-Spielzeit 1999/2000 erreichte AIK die Hauptrunde und es kam zum Wiedersehen mit dem FC Barcelona. Am 14. September 1999 brachte Novaković seine Farben in der 72. Spielminute in Führung, jedoch gelang den Katalanen in den letzten fünf Minuten noch die Wende zu einem 2:1-Auswärtserfolg im Råsundastadion. Am Ende der Gruppenphase schied AIK als Tabellenletzter mit nur einem Punkt aus dem Wettbewerb aus. 2001 verließ er nach über 100 Erstligaspielen den Klub und ließ in der Spielzeit 2002 beim unterklassigen Väsby IK ausklingen, wo er in der Spielzeit 2003 unter Rikard Norling als Assistenztrainer arbeitete.
2004 kehrte Novaković zu AIK zurück und arbeitete im Trainerteam von Patrick Englund. Obwohl dieser nach misslungenem Klassenerhalt entlassen wurde, blieb Novaković beim Klub und wurde unter dem neu verpflichteten Norling Assistenztrainer. Als in der Erstligaspielzeit 2008 abermals die Qualifikation für das internationale Geschäft verpasst wurde, entließ AIK das Trainerteam. Für die folgende Spielzeit ging er nach Norwegen, um dem langjährig in Schweden tätigen Patrick Walker bei Sandefjord Fotball in der Tippeligaen zu assistieren. Nach zwei Jahren kehrte er zu AIK zurück, um als Assistenztrainer das Trainerteam von Andreas Alm zu vervollständigen. Nach der Demissionierung Alms im Frühjahr 2016 arbeitete er wieder mit Norling als dessen Nachfolger zusammen. 
Im Januar 2018 wechselte Novaković von AIK zum Kooperationspartner Vasalunds IF in die viertklassige Division 2 mit dem Ziel, einerseits mit dem aus der Division 1 abgestiegenen Klub erfolgreich zu sein und andererseits dort Spieler für AIK weiterzuentwickeln. Als Meister der Division 2 Norra Svealand kehrte er mit dem Klub nach nur zwei Saisonniederlagen in 30 Spielen mit acht Punkten Vorsprung auf Vizemeister Karlbergs BK direkt wieder in die Drittklassigkeit zurück.

## Erfolge
- Schwedischer Meister: 1998
- Schwedischer Pokalsieger: 1997, 1999